# 城市郎
城 市郎（じょう いちろう、1922年1月2日 - 2016年2月）は、発禁本の蒐集家・研究家。『発禁本』などの著書がある。

## 略歴
1922年1月2日、仙台生まれ。1936年、東京市本郷高等小学校高等科を卒業、読売新聞社本社に給仕として入社。社長正力松太郎の秘書に抜擢される。1943年に召集を受けた後に南方で敗戦を迎え、1946年に復員した。
1941年に古書店で『明治開化期文学集』と『プロレタリア文学集』（ともに改造社、1931年刊）を購入、これをきっかけに発禁本蒐集を始める。1948年頃から蒐集活動を本格化させる。
会社勤めの傍ら、古書の蒐集を行っていたが、1956年、書痴・斎藤昌三を訪ね、発禁本の蒐集、保存を勧められた。以後は好色本から左翼思想書に至る発禁本のコレクションに専念した。
1965年に『発禁本』（桃源社）を刊行し、以後も発禁本に関する書を多数刊行。コレクションは1万点を優に超えるとされた。
1965年、『週刊漫画TIMES』掲載の「禁じられた危険な文章」が当局からクレームを受ける。1972年、『面白半分』7月号掲載の「四畳半襖の下張」に解説を寄稿したため、同誌の摘発（四畳半襖の下張事件）に巻き込まれ、警視庁から呼び出しを受け調書を取られる。1976年、スポーツニッポン新聞社出版局より刊行した『発禁本の世界』が、「禁じられた箇所を大幅に引用しすぎる」という理由で摘発される。
2011年、蔵書を明治大学に寄贈、「城市郎文庫」として整理された。当初は約7,000冊とされていたが、整理の結果、9,237冊（うち筆禍図書1,384冊、筆禍雑誌153タイトル278冊、一般図書6,084冊、一般雑誌236タイトル1,491冊）となった。明治大学和泉図書館所蔵。
2016年2月、94歳で死去。

## 著書
- 『発禁本 書物の周辺』桃源社、1965年3月。福武書店〈福武文庫〉、1991年7月。 ISBN 4-8288-3205-X 平凡社〈平凡社ライブラリー〉、2004年4月。 ISBN 4-582-76497-5
- 『続 発禁本 「ヰタ・セクスアリス」から「ファニー・ヒル」まで』桃源社、1965年11月。福武書店〈福武文庫〉、1991年8月。 ISBN 4-8288-3209-2
- 『発売禁止の本』桃源社、1966年。
- 『禁じられた本 現代“発禁本”のすべて』桃源社、1966年。
- 『禁じられた珍本 未公開“発禁本”秘話』桃源社、1967年10月。
- 『悪書のすすめ』山王書房、1968年5月。
- 『四畳半襖の下張秘話』東京文献センター、1968年。
- 『発禁本百年 書物にみる人間の自由』桃源社、1969年2月。
- 『禁書の娯しみ』桃源社、1969年7月。
- 『禁断の書 世界の発禁本コレクション』評論新社、1970年。
- 『三島由紀夫の本 『花ざかりの森』から『天人五衰』まで』桃源社、1971年。
- 『初版本 現代文学書百科』桃源社、1971年9月。
- 『発禁本の世界』スポーツニッポン新聞社出版局、1976年12月。
- 『禁書三昧』浪速書林、1982年8月。
- 『活字のエロ事師たち』雨亭文庫、1984年3月 - 1985年1月。沖積舎、1989年12月。 ISBN 4-8060-4520-9
- 『春のある文学史 発禁本による昭和史』雪華社、1985年10月。 ISBN 4-7928-0219-9
- 『発禁本曼陀羅』河出書房新社、1993年9月。 ISBN 4-309-00858-5
- 『性の発禁本』河出書房新社〈河出文庫〉、1993年2月。 ISBN 4-309-47243-5
- 『性の発禁本 2』河出書房新社〈河出文庫〉、1994年9月。 ISBN 4-309-47275-3
- 『性の発禁本 3』河出書房新社〈河出i文庫〉、2005年2月。 ISBN 4-309-47463-2
- 『発禁本・秘本・珍本 城市郎コレクション』河出書房新社〈河出i文庫〉、2009年11月。 ISBN 978-4-309-48180-7

### 共著
以下は米沢嘉博との共著。
- 『別冊太陽 発禁本 城市郎コレクション 明治・大正・昭和・平成』平凡社、1999年7月。 ISBN 4-582-94326-8
- 『別冊太陽 発禁本II 地下本の世界』平凡社、2001年6月。 ISBN 4-582-94363-2
- 『別冊太陽 発禁本III 主義・趣味・宗教』平凡社、2002年2月。 ISBN 4-582-94372-1
- 『別冊太陽 城市郎の発禁本人生』平凡社、2003年10月。 ISBN 4-582-94455-8
- 『別冊太陽 発禁本の世界 城市郎コレクション 明治・大正・昭和の禁断の裏面史』平凡社、2024年9月。 ISBN 978-4-582-94629-1 - 『別冊太陽 発禁本』の増補改訂版。